# Avegno Gordevio
Avegno Gordevio är en  kommun  i distriktet Vallemaggia i kantonen Ticino, Schweiz. Kommunen har 1 568 invånare (2023).
Kommunen består av de två orterna Avegno och Gordevio. Dessa var tidigare självständiga kommuner, men slogs samman till en kommun den 20 april 2008.